# Epacris glacialis
Epacris glacialis là một loài thực vật có hoa trong họ Thạch nam. Loài này được (F.Muell.) M.Gray mô tả khoa học đầu tiên năm 1976.